# Magnum (serial telewizyjny)

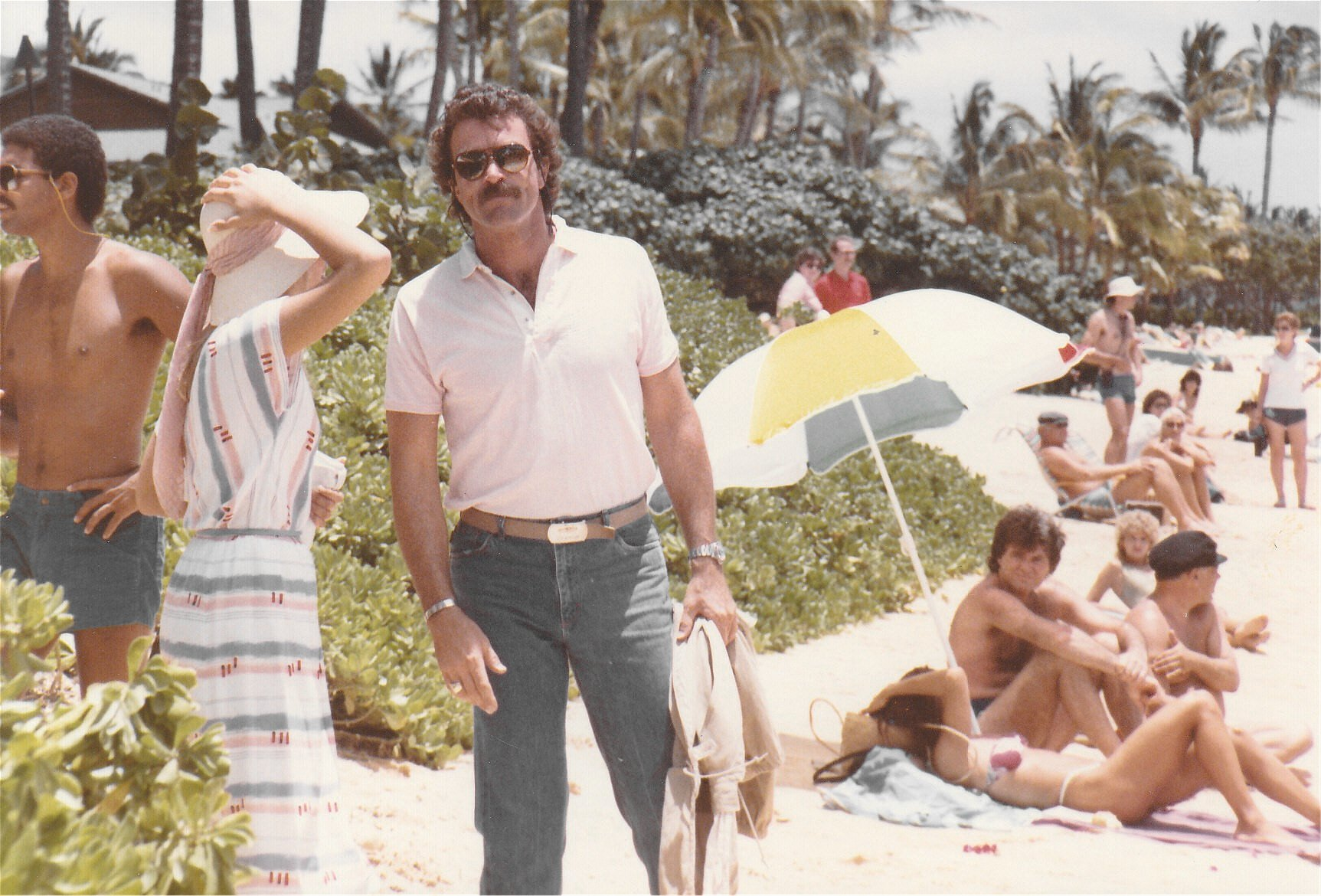
Magnum (1984 r.)

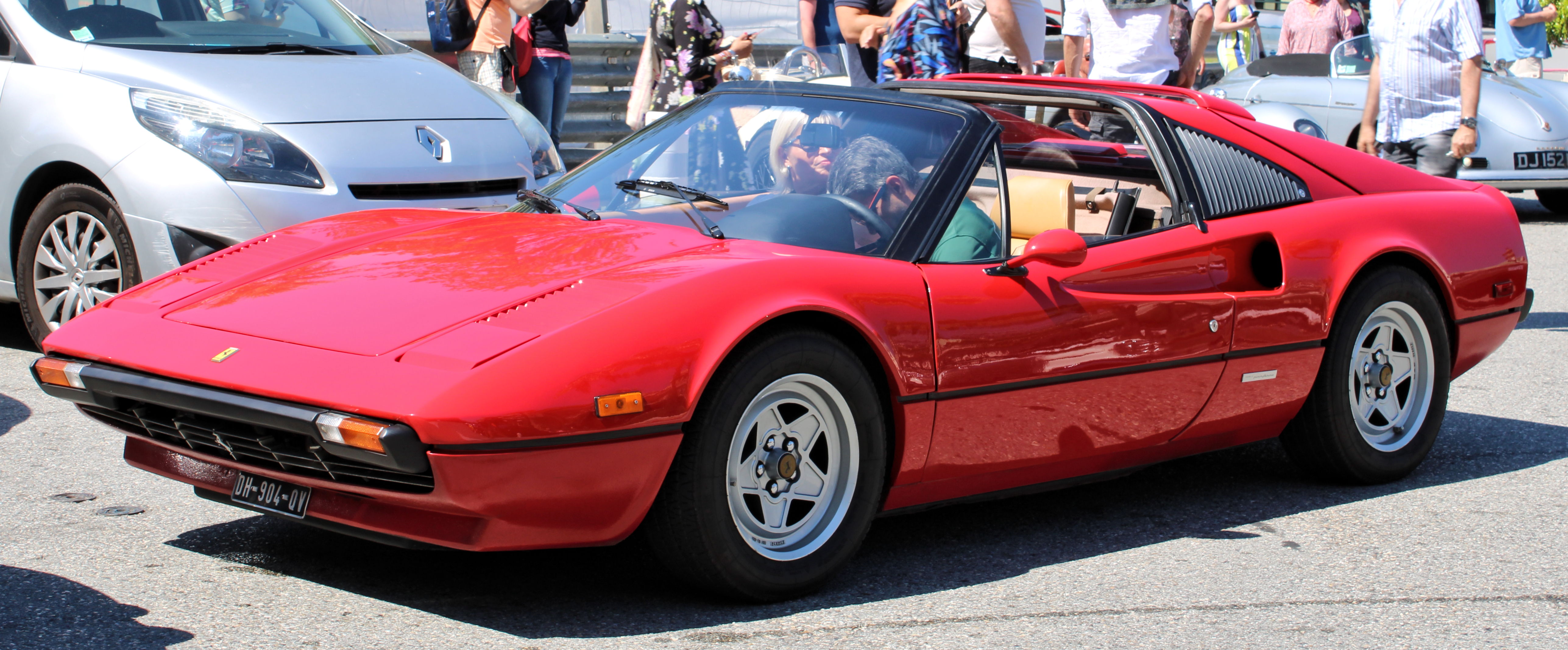
Ferrari 308 GTS

Magnum (ang. Magnum, P.I.) – amerykański serial telewizyjny, opowiadający o przygodach Thomasa Magnuma (Tom Selleck), prywatnego detektywa mieszkającego na Hawajach.

## Emisja
Serial był emitowany przez osiem sezonów w sieci CBS w latach 1980–1988. Od 9 lutego 2009 r. tygodnik telewizyjny „TV Okey!” rozpoczął wydawanie płyt DVD z odcinkami serialu. Od 3 września 2018 r. emisję serialu rozpoczęła stacja TVS.

## Obsada
- Tom Selleck – Thomas Magnum (158 odcinków)[1]
- John Hillerman – Jonathan Higgins (158)
- Roger E. Mosley – T.C. Calvin (158)
- Larry Manetti – Rick Wright (158)
- Orson Welles – Robin Masters (głos)
- Gillian Dobb – Agatha Chumley (30)
- Kwan Hi Lim – por. Yoshi Tanaka (26)
- Jeff MacKay – por. McReynolds (21)
- Kathleen Lloyd – Carol Baldwin (20)
- Glenn Cannon – dr Ibold (14)
- Patrick Bishop – Keoki, barman w King Camehameha Club (14)
- Elisha Cook Jr. – Francis „Ice Pick” Hofstetler (13)
- Jean Bruce Scott – komandor por. Maggie Poole, US Navy (10)
- Lance LeGault – płk. Buck Greene (10)
- Elissa Dulce Hoopai – Rosine (9)
- Esmond Chung – sierż. policji Kenny Chung (8)
- James Grant Benton – Kika (8)
- Clyde Kusatsu – płk. Ki (7)
- Phyllis Davis – Cleo Mitchell (7)
- Robert L. Silva – oficer Gilbert (7)
- Bob Fimiani – agent CIA, Kelsey (7)
- Carmella Barut – Carmella (7)
- Todd Camenson – „Rabbit”, włamywacz (7)

W epizodach wystąpili m.in.: Robert Loggia (2 odcinki), Ian McShane (2), David Hemmings (2), Sharon Stone (2), Judge Reinhold (2), Ernest Borgnine (1), Mako (1), Donnelly Rhodes (1), Jenny Agutter (1), Pat Morita (1), Miguel Ferrer (1), John Saxon (1), Morgan Fairchild (1), Shannen Doherty (1), Mimi Rogers (1), Anthony LaPaglia (1), Frank Sinatra (1), David Sanborn (1) i James Cromwell (1).

## Fabuła
Thomas Sullivan Magnum IV (Tom Selleck) to były oficer marynarki wojennej, z której wystąpił po szesnastu latach służby i trzech pobytach w Wietnamie. Pracuje jako prywatny detektyw, mieszkając gościnnie w 200-akrowej posiadłości Robin's Nest na Hawajach, dokąd został zaproszony przez właściciela, Robina Mastersa, autora ponurych powieści, którego nigdy nie widział. W zamian za korzystanie z tego przywileju, Magnum jako specjalista do spraw bezpieczeństwa pilnuje posiadłości, chronionej przez dwa wyszkolone dobermany pinczery i zarządzanej przez Anglika Jonathana Quayle Higginsa III (John Hillerman), byłego wachmistrza brytyjskiej armii. We wczesnych sezonach serialu głos Robina Mastersa można usłyszeć tylko kilka razy, a użyczył go Orson Welles.
Magnum robi co mu się podoba, pracuje kiedy chce, praktycznie bez ograniczeń korzysta z luksusów takich jak samochód Ferrari 308 GTS czy minilodówka z pozornie niekończącym się zapasem piwa. Spotyka wiele pięknych kobiet, często klientek albo ofiar w sprawach, które rozwiązuje, i spędza czas ze swoimi dwoma kolegami, byłymi żołnierzami piechoty morskiej, których poznał w Wietnamie:
- Theodore "T.C." Calvin (Roger E. Mosley) – pilot helikoptera, zajmuje się firmą turystyczną Island Hoppers. Magnum  często korzysta z jego wyuczonych w wojsku umiejętności. We wczesnych sezonach, T.C. unika alkoholu, zamiast tego woli mleko, napoje bezalkoholowe, sok i kawę. Dobrze zbudowany, nosi baseballową czapkę z napisem Da Nang.
- Orville Wilbur Richard "Rick" Wright (Larry Manetti) – playboy, kierownik ekskluzywnego klubu King Kamehameha Club. W pilotowym odcinku serialu Rick ma kawiarnię Rick's Cafe Americaine (znaną też jako "The Palace Snow"), co jest nawiązaniem do filmu Casablanca (1942). Rick utrzymuje kontakt ze światem przestępczym, m.in. ze swym ojczymem Francisem "Icepickiem" Hofstettlerem Elisha Cook, Jr., szefem gangu. Ekspert w sprawach broni, podczas wojny był frontowym kanonierem.

## Nagrody
- People’s Choice Award 1981
  - ulubiony nowy dramatyczny program telewizyjny
- Edgar Allan Poe Award 1981
  - najlepszy odcinek telewizyjny (odc. China Doll)
- Złoty Glob 1982
  - John Hillerman – najlepszy aktor drugoplanowy w serialu, miniserialu lub filmie telewizyjnym
- Nagroda Eddie 1982
  - Michael Berman, Ed Guidotti – najlepszy montaż odcinka serialu telewizyjnego (odc. Memories Are Forever)
- Nagroda Emmy 1984
  - Tom Selleck – najlepszy aktor w serialu dramatycznym
- Young Artist Award 1984
  - Dana Hill – najlepsza młoda aktorka występująca gościnnie w serialu telewizyjnym
- Złoty Glob 1985
  - Tom Selleck – najlepszy aktor w serialu dramatycznym
- Nagroda Emmy 1987
  - John Hillerman – najlepszy aktor drugoplanowy w serialu dramatycznym
- TV Land Award 2009
  - Larry Manetti, Roger E. Mosley, Tom Selleck – nagroda Hero Award

## Wpływ na kulturę
Serial był połączeniem akcji, komedii i dramatu. Jako jeden z pierwszych seriali amerykańskich badał wpływ wojny wietnamskiej na amerykańską psychikę. W 1980 roku serial wzbudził zainteresowanie amerykańskich mediów ze względu na pozytywne przedstawianie amerykańskich weteranów wojny wietnamskiej. Bohaterowie nie usprawiedliwiają swojego udziału w wojnie, dumnie nosząc wojenne odznaki.

## Spis odcinków
| L.p.              | Nr | Tytuł oryginalny                                                            |
| ----------------- | -- | --------------------------------------------------------------------------- |
|                   |    |                                                                             |
| Sezon 1 (1980-81) |    |                                                                             |
|                   |    |                                                                             |
| 001               | 1  | Don't Eat the Snow in Hawaii: Part 1                                        |
| 002               | 2  | Don't Eat the Snow in Hawaii: Part 2                                        |
| 003               | 3  | China Doll                                                                  |
| 004               | 4  | Thank Heaven for Little Girls and Big Ones Too                              |
| 005               | 5  | No Need to Know                                                             |
| 006               | 6  | Skin Deep                                                                   |
| 007               | 7  | Never Again, Never Again                                                    |
| 008               | 8  | The Ugliest Dog in Hawaii                                                   |
| 009               | 9  | Missing in Action                                                           |
| 010               | 10 | Lest We Forget                                                              |
| 011               | 11 | The Curse of the King Kamehameha Club                                       |
| 012               | 12 | Thicker Than Blood                                                          |
| 013               | 13 | All Roads Lead to Floyd                                                     |
| 014               | 14 | Adelaide                                                                    |
| 015               | 15 | Don't Say Goodbye                                                           |
| 016               | 16 | The Black Orchid                                                            |
| 017               | 17 | J. 'Digger' Doyle                                                           |
| 018               | 18 | Beauty Knows No Pain                                                        |
|                   |    |                                                                             |
| Sezon 2 (1981-82) |    |                                                                             |
|                   |    |                                                                             |
| 019               | 1  | Billy Joe Bob                                                               |
| 020               | 2  | Dead Man's Channel                                                          |
| 021               | 3  | The Woman on the Beach                                                      |
| 022               | 4  | From Moscow to Maui                                                         |
| 023               | 5  | Memories Are Forever: Part 1                                                |
| 024               | 6  | Memories Are Forever: Part 2                                                |
| 025               | 7  | Tropical Madness                                                            |
| 026               | 8  | Wave Goodbye                                                                |
| 027               | 9  | Mad Buck Gibson                                                             |
| 028               | 10 | The Taking of Dick McWilliams                                               |
| 029               | 11 | The Sixth Position                                                          |
| 030               | 12 | Ghost Writer                                                                |
| 031               | 13 | The Jororo Kill                                                             |
| 032               | 14 | Computer Date                                                               |
| 033               | 15 | Try to Remember                                                             |
| 034               | 16 | Italian Ice                                                                 |
| 035               | 17 | One More Summer                                                             |
| 036               | 18 | Texas Lightning                                                             |
| 037               | 19 | Double Jeopardy                                                             |
| 038               | 20 | The Last Page                                                               |
| 039               | 21 | The Elmo Ziller Story                                                       |
| 040               | 22 | Three Minus Two                                                             |
|                   |    |                                                                             |
| Sezon 3 (1982-83) |    |                                                                             |
|                   |    |                                                                             |
| 041               | 1  | Did You See the Sun Rise? Part 1                                            |
| 042               | 2  | Did You See the Sun Rise? Part 2                                            |
| 043               | 3  | Ki'is Don't Lie                                                             |
| 044               | 4  | The Eighth Part of the Village                                              |
| 045               | 5  | Past Tense                                                                  |
| 046               | 6  | Black on White                                                              |
| 047               | 7  | Flashback                                                                   |
| 048               | 8  | Foiled Again                                                                |
| 049               | 9  | Mr. White Death                                                             |
| 050               | 10 | Mixed Doubles                                                               |
| 051               | 11 | Almost Home                                                                 |
| 052               | 12 | Heal Thyself                                                                |
| 053               | 13 | Of Sound Mind                                                               |
| 054               | 14 | The Arrow That Is Not Aimed                                                 |
| 055               | 15 | Basket Case                                                                 |
| 056               | 16 | Birdman of Budapest                                                         |
| 057               | 17 | I Do?                                                                       |
| 058               | 18 | Forty Years from Sand Island                                                |
| 059               | 19 | Legacy from a Friend                                                        |
| 060               | 20 | Two Birds of a Feather                                                      |
| 061               | 21 | ...By Its Cover                                                             |
| 062               | 22 | The Big Blow                                                                |
| 063               | 23 | Faith and Begorrah                                                          |
|                   |    |                                                                             |
| Sezon 4 (1983-84) |    |                                                                             |
|                   |    |                                                                             |
| 064               | 1  | Home from the Sea                                                           |
| 065               | 2  | Luther Gillis: File #521                                                    |
| 066               | 3  | Smaller Than Life                                                           |
| 067               | 4  | Distant Relative                                                            |
| 068               | 5  | Limited Engagement                                                          |
| 069               | 6  | Letter to a Duchess                                                         |
| 070               | 7  | Squeeze Play                                                                |
| 071               | 8  | A Sense of Debt                                                             |
| 072               | 9  | The Look                                                                    |
| 073               | 10 | Operation: Silent Night                                                     |
| 074               | 11 | Jororo Farewell                                                             |
| 075               | 12 | The Case of the Red-Faced Thespian                                          |
| 076               | 13 | No More Mr. Nice Guy                                                        |
| 077               | 14 | Rembrandt's Girl                                                            |
| 078               | 15 | Paradise Blues                                                              |
| 079               | 16 | The Return of Luther Gillis                                                 |
| 080               | 17 | Let the Punishment Fit the Crime                                            |
| 081               | 18 | Holmes Is Where the Heart Is                                                |
| 082               | 19 | On Face Value                                                               |
| 083               | 20 | Dream a Little Dream                                                        |
| 084               | 21 | I Witness                                                                   |
|                   |    |                                                                             |
| Sezon 5 (1984-85) |    |                                                                             |
|                   |    |                                                                             |
| 085               | 1  | Echoes of the Mind: Part 1                                                  |
| 086               | 2  | Echoes of the Mind: Part 2                                                  |
| 087               | 3  | Mac's Back                                                                  |
| 088               | 4  | The Legacy of Garwood Huddle                                                |
| 089               | 5  | Under World                                                                 |
| 090               | 6  | Fragments                                                                   |
| 091               | 7  | Blind Justice                                                               |
| 092               | 8  | Murder 101                                                                  |
| 093               | 9  | Tran Quoc Jones                                                             |
| 094               | 10 | Luther Gillis: File #001                                                    |
| 095               | 11 | Kiss of the Sabre                                                           |
| 096               | 12 | Little Games                                                                |
| 097               | 13 | Professor Jonathan Higgins                                                  |
| 098               | 14 | Compulsion                                                                  |
| 099               | 15 | All for One: Part 1                                                         |
| 100               | 16 | All for One: Part 2                                                         |
| 101               | 17 | The Love-for-Sale Boat                                                      |
| 102               | 18 | Let Me Hear the Music                                                       |
| 103               | 19 | Ms. Jones                                                                   |
| 104               | 20 | The Man from Marseilles                                                     |
| 105               | 21 | Torah, Torah, Torah                                                         |
| 106               | 22 | A Pretty Good Dancing Chicken                                               |
|                   |    |                                                                             |
| Sezon 6 (1985-86) |    |                                                                             |
|                   |    |                                                                             |
| 107               | 1  | Deja Vu: Part 1                                                             |
| 108               | 2  | Deja Vu: Part 2                                                             |
| 109               | 3  | Old Acquaintance                                                            |
| 110               | 4  | The Kona Winds                                                              |
| 111               | 5  | The Hotel Dick                                                              |
| 112               | 6  | Round and Around                                                            |
| 113               | 7  | Going Home                                                                  |
| 114               | 8  | Paniolo                                                                     |
| 115               | 9  | The Treasure of Kalaniopu'u                                                 |
| 116               | 10 | Blood and Honor                                                             |
| 117               | 11 | Rapture                                                                     |
| 118               | 12 | I Never Wanted to Go to France, Anyway                                      |
| 119               | 13 | Summer School                                                               |
| 120               | 14 | Mad Dogs and Englishmen                                                     |
| 121               | 15 | All Thieves on Deck                                                         |
| 122               | 16 | This Island Isn't Big Enough...                                             |
| 123               | 17 | Way of the Stalking Horse                                                   |
| 124               | 18 | Find Me a Rainbow                                                           |
| 125               | 19 | Who Is Don Luis Higgins... and Why Is He Doing These Terrible Things to Me? |
| 126               | 20 | A Little Bit of Luck... a Little Bit of Grief                               |
| 127               | 21 | Photo Play                                                                  |
|                   |    |                                                                             |
| Sezon 7 (1986-87) |    |                                                                             |
|                   |    |                                                                             |
| 128               | 1  | L.A.: Part 1                                                                |
| 129               | 2  | L.A.: Part 2                                                                |
| 130               | 3  | One Picture Is Worth                                                        |
| 131               | 4  | Straight and Narrow                                                         |
| 132               | 5  | A.A.P.I.                                                                    |
| 133               | 6  | Death and Taxes                                                             |
| 134               | 7  | Little Girl Who                                                             |
| 135               | 8  | Paper War                                                                   |
| 136               | 9  | Novel Connection                                                            |
| 137               | 10 | Kapu                                                                        |
| 138               | 11 | Missing Melody                                                              |
| 139               | 12 | Death of the Flowers                                                        |
| 140               | 13 | Autumn Warrior                                                              |
| 141               | 14 | Murder by Night                                                             |
| 142               | 15 | On the Fly                                                                  |
| 143               | 16 | Solo Flight                                                                 |
| 144               | 17 | Forty                                                                       |
| 145               | 18 | Laura                                                                       |
| 146               | 19 | Out of Synch                                                                |
| 147               | 20 | The Aunt Who Came to Dinner                                                 |
| 148               | 21 | The People vs. Orville Wright                                               |
| 149               | 22 | Limbo                                                                       |
|                   |    |                                                                             |
| Sezon 8 (1987-88) |    |                                                                             |
|                   |    |                                                                             |
| 150               | 1  | Infinity and Jelly Doughnuts                                                |
| 151               | 2  | Pleasure Principle                                                          |
| 152               | 3  | Innocence... A Broad                                                        |
| 153               | 4  | Tigers Fan                                                                  |
| 154               | 5  | Forever in Time                                                             |
| 155               | 6  | The Love That Lies                                                          |
| 156               | 7  | A Girl Named Sue                                                            |
| 157               | 8  | Unfinished Business                                                         |
| 158               | 9  | The Great Hawaiian Adventure Company                                        |
| 159               | 10 | Legend of the Lost Art                                                      |
| 160               | 11 | Transitions                                                                 |
| 161               | 12 | Resolutions: Part 1                                                         |
| 162               | 13 | Resolutions: Part 2                                                         |